# Момиче в народна носия
„Момиче в народна носия“ (на латвийски: Meitene tautas tērpā) е картина от латвийския художник Янис Тидеманис от 1930 г.
Картината е нарисувана с маслени бои върху шперплат и е с размери 59 x 48 cm. От 1922 до 1927 г. Янис Тидеманис учи в Кралската художествена академия в Антверпен, а до 1934 г. продължава обучението си при Исидор Опсомер в Националния институт за изящни изкуства в Антверпен. Там се повлиява от фламандския експресионизъм и между двете световни войни е връзката между латвийското и белгийското изобразително изкуство. Картината изобразява младо момиче с плитки в стилизирана латвийска национална носия с ярки цветове на тъмен фон. Изразителността на динамиката на рисуването с четката и импровизацията придават на картината характерната разнообразна текстура. На тъмния фон ярко се открояват бялото, жълтото, червеното и синьото, използвани за представяне на носията.
Картината е част от фонда на Латвийския национален музей на изкуството в Рига.